# الدين في أيرلندا الشمالية
الدين في أيرلندا الشمالية - 2011
Religion raised in - 2011
المسيحية هي أكبر ديانة في أيرلندا الشمالية . في تعداد عام 2011، كانت معدلات شيوع الديانات الرئيسية هي: الكاثوليكية (41 في المائة) ؛ المشيخية (19 في المائة) ؛ كنيسة أيرلندا (14 في المائة) ؛ ميثودية (3.0 في المائة) ؛ طوائف مسيحية أو مرتبطة بالمسيحية (5.8 في المائة) ؛ الديانات والفلسفات الأخرى (0.8٪) والذين يعلنون عدم وجود دين أو دين غير معلن عنه 16.9٪. شهدت الكنيسة الكاثوليكية نموًا طفيفًا في أتباعها مؤخراً، تزامناً مع انخفاض في عدد اتباع الطوائف المسيحية الأخرى.
كما توجد مجتمعات هندوسية و سيخية ومسلمة و بوذية ويهودية صغيرة. يوجد في بلفاست كنيس يهودي وغوردوارا (دارعبادة لطائفة السيخ الهندية) ومسجد ومعبدين هندوسيين. هناك غوردوارا آخر في ديري .

## إحصائيات

خريطة الدين أو الدين مأخوذة من تعداد 2011 في أيرلندا الشمالية. يشير اللون الأزرق الداكن إلى نسبة أعلى من الكاثوليك. يشير اللون الأحمر الداكن إلى نسبة أعلى من البروتستانت والمسيحيين الآخرين.

ترد أدناه أرقام تعداد 2001 و 2011 لاتباع الديانات والطوائف المختلفة واللادينيين .
| دين                             | 2001      | 2001  | 2011      | 2011  |
| دين                             | عدد       | ٪     | عدد       | ٪     |
| ------------------------------- | --------- | ----- | --------- | ----- |
| كاثوليكي                        | 678462    | 40.2  | 738.033   | 40.8  |
| المشيخي                         | 348.742   | 20.7  | 345101    | 19.1  |
| كنيسة أيرلندا                   | 257،788   | 15.3  | 248.821   | 13.7  |
| ميثودي                          | 59173     | 3.5   | 54253     | 3.0   |
| مسيحي آخر                       | 102221    | 6.1   | 104،380   | 5.8   |
| (مجموع المسيحيين غير الكاثوليك) | 767.924   | 45.6  | 752،555   | 41.6  |
| (مجموع المسيحيين)               | 1،446،386 | 85.8  | 1،490،588 | 82.3  |
| دين آخر                         | 5،028     | 0.3   | 14859     | 0.8   |
| لا دين                          | 233853    | 13.9  | 183،164   | 10.1  |
| لم يذكر الدين                   | 233853    | 13.9  | 122252    | 6.8   |
| مجموع السكان                    | 1،685،267 | 100.0 | 1،810،863 | 100.0 |

خريطة توضح نسبة السكان في أيرلندا الشمالية الذين ذكروا أنهم ليس لديهم دين في تعداد 2011.

كانت الانتماءات الدينية في مناطق السلطة المحلية (التي لم يتم دمجها منذ عام 2011 "في أيرلندا الشمالية على النحو التالي:

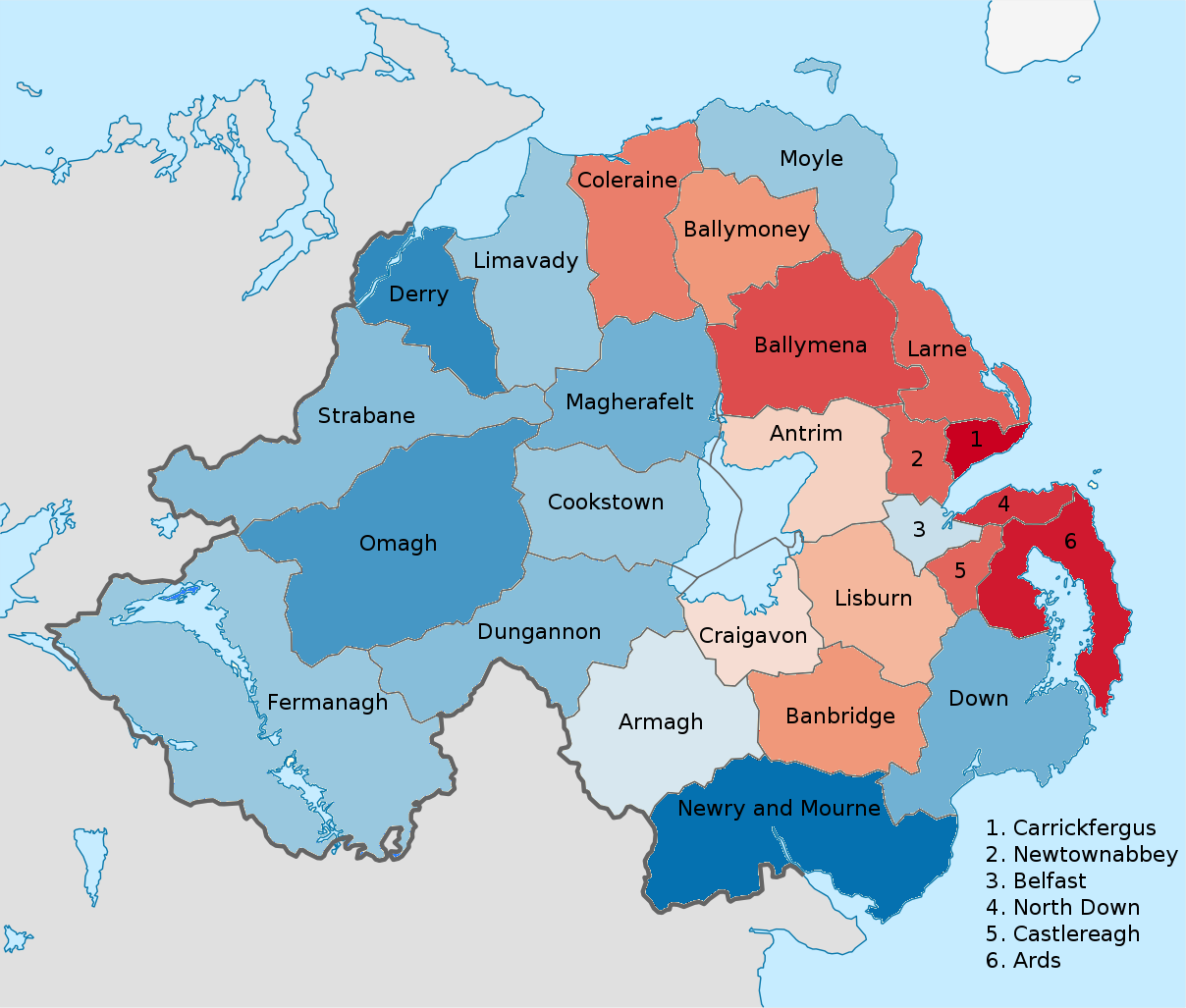
مناطق أيرلندا الشمالية حسب الديانة السائدة في تعداد 2011. الأزرق هو الكاثوليكي والأحمر البروتستانت والمسيحيون الآخرون.

الأديان مقسمة حسب مكنا في تعداد 2011. 
| مكان الميلاد                                             | كاثوليكي | البروتستانتية ومسيحي آخر | دين آخر | لا شيء أو لم يذكر |
| -------------------------------------------------------- | -------- | ------------------------ | ------- | ----------------- |
| أيرلندا الشمالية                                         | 88.7٪    | 92.9٪                    | 49.7٪   | 81.1٪             |
| إنكلترا                                                  | 2.6٪     | 3.2٪                     | 6.9٪    | 6.7٪              |
| اسكتلندا                                                 | 0.5٪     | 0.9٪                     | 1.1٪    | 1.6٪              |
| ويلز                                                     | 0.1٪     | 0.1٪                     | 0.4٪    | 0.3٪              |
| جمهورية أيرلندا                                          | 3.3٪     | 1.1٪                     | 1.8٪    | 1.6٪              |
| الاتحاد الأوروبي الآخر: الدول الأعضاء قبل توسيع عام 2004 | 0.4٪     | 0.3٪                     | 1.0٪    | 1.4٪              |
| الاتحاد الأوروبي الآخر: الدول المنضمة 2004 فصاعدًا        | 3.1٪     | 0.3٪                     | 1.8٪    | 3.5٪              |
| آخر                                                      | 1.4٪     | 1.1٪                     | 37.3٪   | 3.8٪              |

كانت الانتماءات الدينية في الفئات العمرية المختلفة في تعداد 2011 على النحو التالي:
| بلغ الأعمار(سنين) | كاثوليكي | البروتستانتية و مسيحي آخر | دين آخر | لا شيء أو لم يذكر |
| ----------------- | -------- | ------------------------- | ------- | ----------------- |
| 0 إلى 4           | 44.3٪    | 31.7٪                     | 0.9٪    | 23.2٪             |
| من 5 إلى 9        | 45.5٪    | 36.1٪                     | 0.7٪    | 17.7٪             |
| من 10 إلى 14      | 45.9٪    | 37.9٪                     | 0.6٪    | 15.6٪             |
| من 15 إلى 19      | 44.8٪    | 37.6٪                     | 0.6٪    | 17.0٪             |
| من 20 إلى 24      | 43.4٪    | 35.2٪                     | 0.7٪    | 20.7٪             |
| 25 إلى 29         | 44.8٪    | 33.1٪                     | 1.1٪    | 21.0٪             |
| 30 إلى 34         | 44.0٪    | 34.3٪                     | 1.4٪    | 20.3٪             |
| 35 إلى 39         | 41.5٪    | 37.8٪                     | 1.2٪    | 19.5٪             |
| 40 إلى 44         | 40.4٪    | 41.1٪                     | 0.9٪    | 17.7٪             |
| 45 إلى 49         | 40.0٪    | 42.8٪                     | 0.8٪    | 16.3٪             |
| من 50 إلى 54      | 39.2٪    | 44.9٪                     | 0.7٪    | 15.1٪             |
| 55 إلى 59         | 38.1٪    | 46.5٪                     | 0.8٪    | 14.6٪             |
| 60 إلى 64         | 35.8٪    | 50.0٪                     | 0.7٪    | 13.4٪             |
| 65 إلى 69         | 33.7٪    | 54.4٪                     | 0.7٪    | 11.2٪             |
| 70 إلى 74         | 32.9٪    | 56.4٪                     | 0.7٪    | 10.1٪             |
| 75 إلى 79         | 32.0٪    | 58.1٪                     | 0.6٪    | 9.3٪              |
| 80 إلى 84         | 30.0٪    | 60.0٪                     | 0.6٪    | 9.3٪              |
| 85 إلى 89         | 28.1٪    | 61.8٪                     | 0.5٪    | 9.6٪              |
| 90 وما فوق        | 25.8٪    | 64.0٪                     | 0.5٪    | 9.6٪              |

- الكاثوليك
- الكنيسة المشيخية في أيرلندا
- كنيسة أيرلندا
- الكنيسة الميثودية في أيرلندا
- مسيحي آخر
- ديانات اخرى

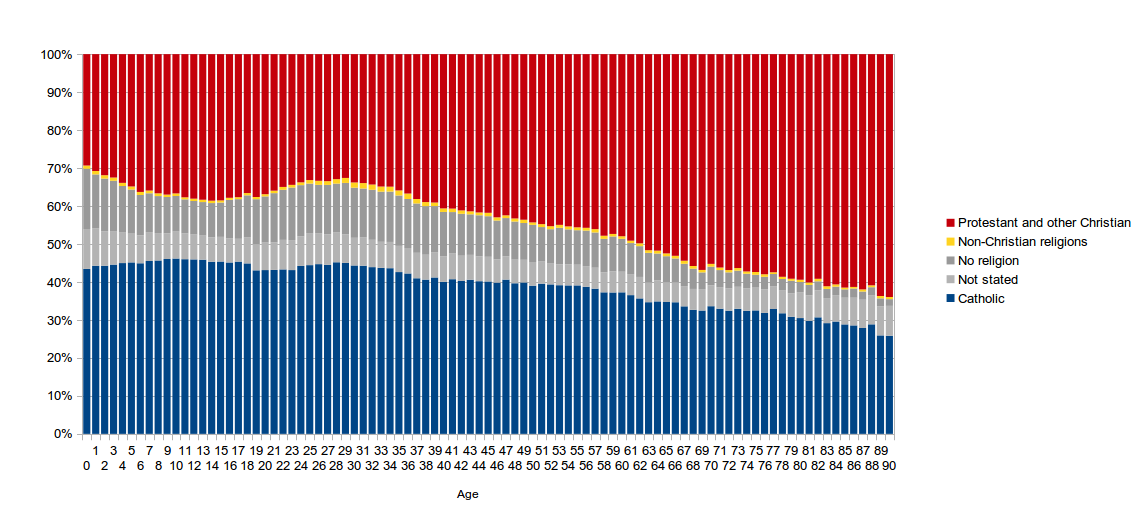
الدين المعلن لكل عمر في تعداد أيرلندا الشمالية 2011.

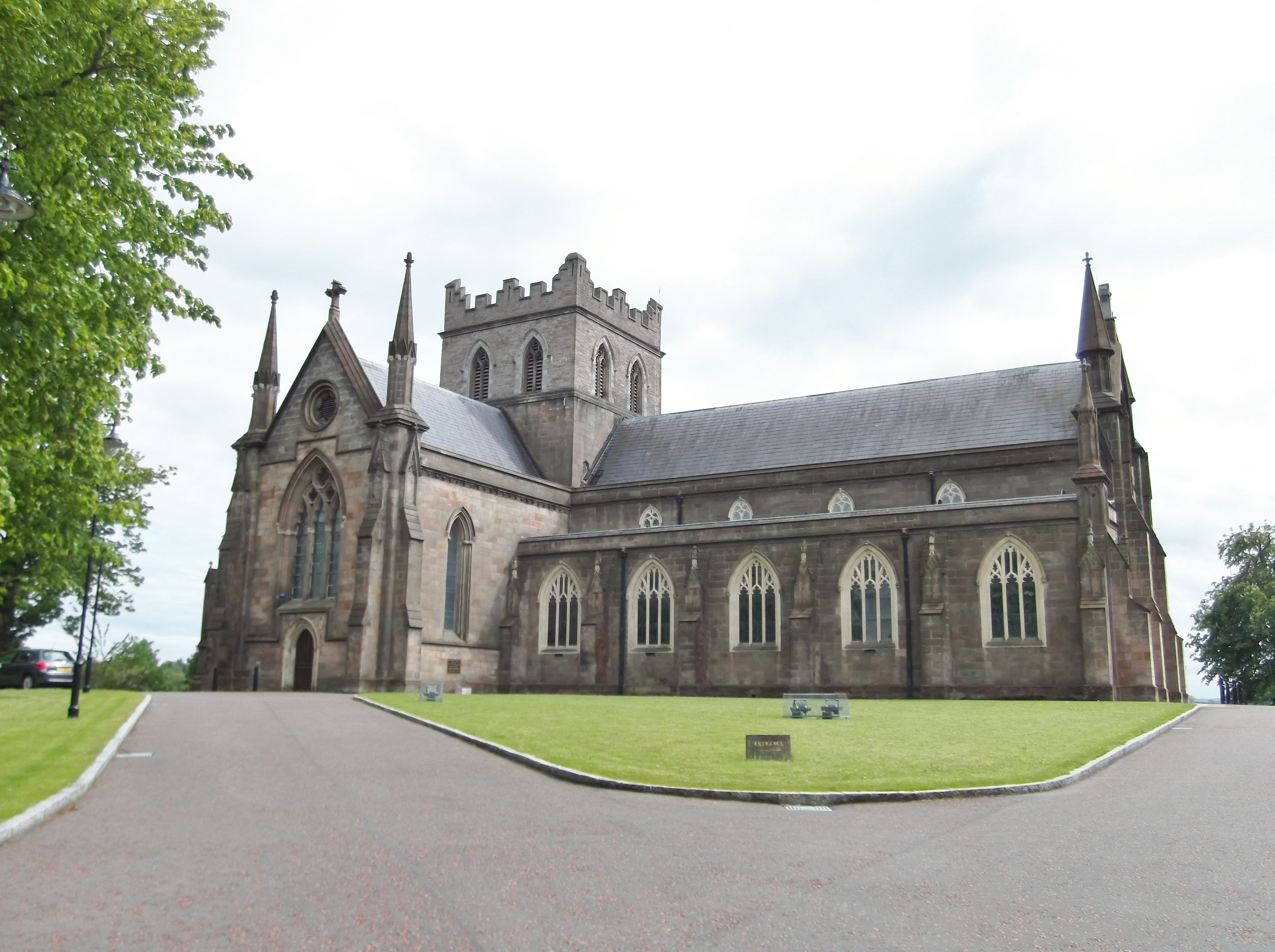
كاتدرائية القديس باتريك، أرماغ (كنيسة أيرلندا) هي مقر رئيس الكنيسة الأنجليكانية في أيرلندا.

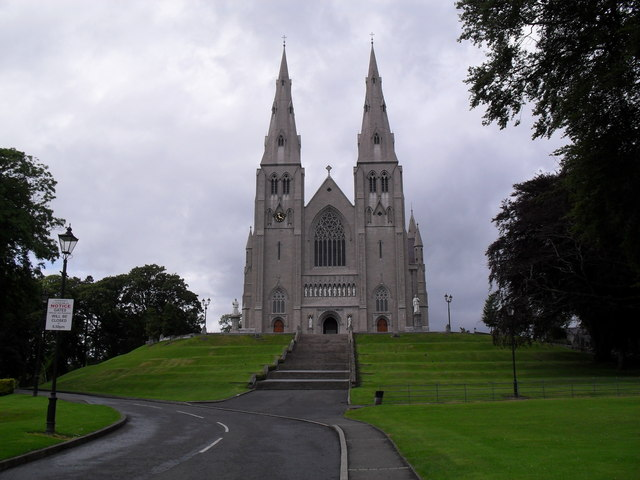
كاتدرائية القديس باتريك ، أرماغ (كاثوليكية) هي مقر رئيس أبرشية أرماغ الكاثوليكية.

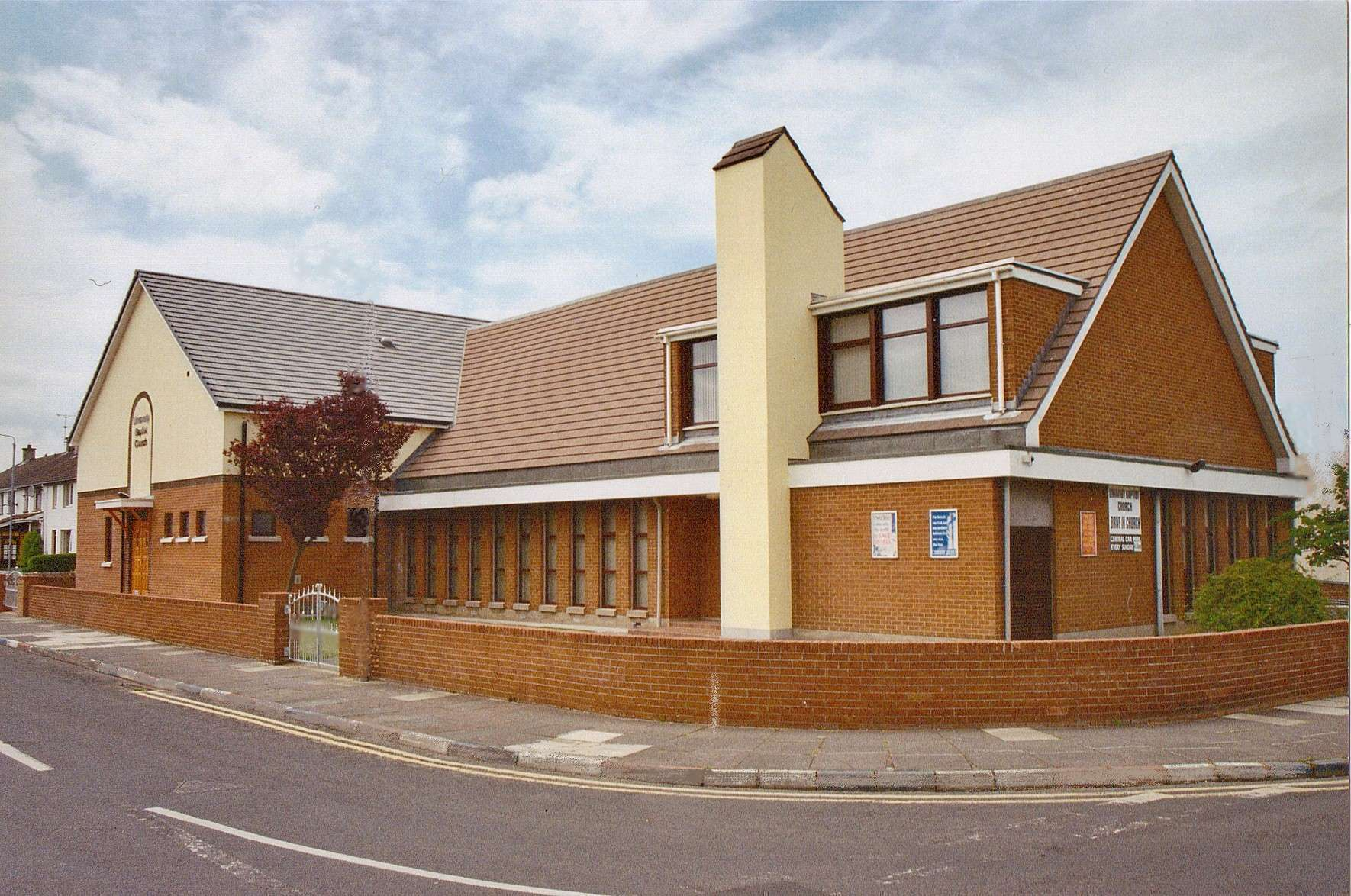
الكنيسة المعمدانية في ليمافادي ، مقاطعة لندنديري.

المسيحية هي الدين الرئيسي في أيرلندا الشمالية. أظهر إحصاء المملكة المتحدة لعام 2011 أن 40.8 ٪ كاثوليكي، 19.1 ٪ الكنيسة المشيخية، مع كنيسة أيرلندا 13.7 ٪ والكنيسة الميثودية 5.0 ٪. وشكل أعضاء الكنائس المسيحية الأخرى 5.8٪ ، وصرح 17٪ أنهم ليس لديهم دين أو لا يؤمنون بدين ، وأعضاء الديانات غير المسيحية 0.8٪.
الكنيسة الكاثوليكية هي أكبر كنيسة منفردة. يتم تنظيم الكنيسة في أربع مقاطعات على الرغم من أنها لا تتوافق مع التقسيم السياسي الحديث لأيرلندا. مقر رئيس أساقفة أرماغ ،اسبقية ايرلندا، هو كاتدرائية القديس باتريك، أرماغ .
الكنيسة المشيخية في أيرلندا ، المرتبطة ارتباطًا وثيقًا - ولكن ليس رسميًا - بكنيسة اسكتلندا من حيث اللاهوت والتاريخ، هي ثاني أكبر كنيسة وأكبر طائفة بروتستانتية. تتبعها الكنيسة الأنجليكانية في أيرلندا ، والتي كانت كنيسة الدولة في أيرلندا حتى تم إلغاء تأسيسها بموجب قانون الكنيسة الأيرلندية لعام 1869. في عام 2002، وقعت الكنيسة الميثودية الأصغر كثيرًا في أيرلندا على ميثاق لتعاون أكبر ووحدة نهائية محتملة مع كنيسة أيرلندا. تعتبر كنيسة أيرلندا جزءًا من الطائفة الأنجليكانية
طوائف بروتستانتية أصغرمثل الكنيسة المشيخية الحرة في أولستر ، الكنيسة المشيخية الإصلاحية في أيرلندا بين أتباع المشيخية و ال كنيسة الأخوة المرحبون موجودة في العديد من المجتمعات الريفية. يتم تنظيم اتحاد الكنائس المعمدانية في أيرلندا وجمعيات الله في أيرلندا أيضًا على أساس أيرلندا بالكامل ، على الرغم من أنه بالنسبة لجمعيات الله كان هذا نتيجة لإعادة التنظيم الأخيرة.

### مقارنة مع بريطانيا العظمى
في تعداد عام 2011/ كان لدى أيرلندا الشمالية عدد أكبر بكثير من الأشخاص الذين صرحوا بأنهم مسيحيون (82.2٪) مقارنة بإنجلترا (59.4٪)، اسكتلندا (53.8٪) أو ويلز (57.6٪). كانت نسبة الذين ذكروا أن لديهم أي دين أعلى أيضًا في أيرلندا الشمالية (83٪) منها في إنجلترا (68.1٪) ، اسكتلندا (56.3٪) أو ويلز (60.3٪). في أيرلندا الشمالية ، بلغ أولئك الذين لم يذكروا أي دين في تعداد 2011 13.9٪ من السكان ، أقل من إنجلترا (31.9٪) ، اسكتلندا (43.7٪) أو ويلز (39.7٪). يمثل هذا زيادة عن تعداد عام 2001 في أولئك الذين لا يفرضون دينًا بنسبة 117 ٪ في أيرلندا الشمالية، أقل من الزيادات في إنجلترا (54.5 ٪) ، اسكتلندا (38.1 ٪) أو ويلز (57.6 ٪).
اتبعت العلمنة في أيرلندا الشمالية مسارات مختلفة داخل كل من الطائفتين الرئيسيتين ، حيث كانت في مرحلة أكثر تقدمًا داخل المجتمع البروتستانتي بشكل رئيسي حيث تتمثل في كثير من الأحيان بالابتعاد الرسمي عن الكنائس والتعبير عن عدم وجود ارتباط ديني رسمي، بطريقة تعكس النمط السائد في بريطانيا العظمى، بينما تتمثل العلمنة في المجتمع الكاثوليكي بشكل أساسي من خلال انخفاض الحضور الجماعي ولكن غالبًا مع الاحتفاظ بهوية كاثوليكية رسمية، بأسلوب يعكس النمط السائد في جمهورية أيرلندا. أولئك الذين ذكروا أنه ليس لديهم دين في تعداد 2011 تركزوا في المناطق البروتستانتية إلى حد كبير، مما يشير إلى أنهم كانوا في الغالب من خلفية بروتستانتية.

### مقارنة مع جمهورية أيرلندا
في تعدادهم السكاني لعام 2011 ، كان لدى أيرلندا الشمالية نسبة أقل من الأشخاص الذين صرحوا بأنهم مسيحيون (82.3 ٪) من جمهورية أيرلندا (90.4 ٪) ولديهم نسبة أعلى من الأشخاص الذين صرحوا بأنهم ليس لديهم دين أو لا يشيرون إلى معتقد ديني (16.9٪) من جمهورية أيرلندا (7.6٪). بينما في تعداد عام 2011، عرّف 84.2٪ من الناس في جمهورية أيرلندا أنفسهم على أنهم كاثوليك بينما في تعداد 2011 في أيرلندا الشمالية ، فقط 40.8٪ عرّفوا أنفسهم ككاثوليك.

## الديانات الصغرى

### الإسلام
بينما كان هناك عدد قليل من المسلمين يعيشون سابقاً في ما أصبح يسمى ايرلندا الشمالية في عام 1921، فإن الجزء الأكبر من المسلمين في أيرلندا الشمالية اليوم يأتون من عائلات هاجرت خلال أواخر القرن العشرين. في وقت تعداد 2011، كان هناك 3832 شخصًا يعيشون في أيرلندا الشمالية، الرغم من أن مركز بلفاست الإسلامي ينص على أن هذا العدد قد يصل إلى 10000 بسبب التركيبة السكانية الاجتماعية الأخرى مثل الطلاب. يأتي المسلمون في أيرلندا الشمالية من أكثر من 40 دولة، من أوروبا الغربية وصولاً إلى الشرق الأقصى. حيث أدى هذا الوضع إلى ترتيبات مؤسسية معقدة نسبيًا.

### اليهودية
كان أول يهودي مسجل يعيش في أيرلندا الشمالية خياطًا باسم مانويل لايتفوت في عام 1652. تأسست أول جماعة يهودية في أيرلندا الشمالية، باسم (جماعة بلفاست العبرية)، في عام 1870. في عام 2006، كان هناك ما يقدر بنحو 300 يهودي يعيشون في أيرلندا الشمالية.

### العقيدة البهائية
بدأت العقيدة البهائية في أيرلندا الشمالية بعد قرن من الاتصال بين الأيرلنديين والبهائيين خارج وداخل الجزيرة. انتخب أعضاء الديانة أول مجلس روحي محلي بهائي في عام 1949 في بلفاست. عقد البهائيون مؤتمراً دولياً في دبلن عام 1982 والذي وُصف بأنه «... واحدة من المناسبات القليلة جداً التي عُقد فيها حدث عالمي لمجتمع ديني في أيرلندا». بحلول عام 1993 كان هناك عشرات التجمعات في أيرلندا الشمالية. و تدعي المصادر البهائية أنه قد أصبح هناك حوالي 300 بهائيًا عبر أيرلندا الشمالية في عام 2005.

### الهندوسية
الهندوسية هي ديانة ثانوية نسبيًا في أيرلندا الشمالية حيث يوجد حوالي 200 عائلة هندوسية فقط في المنطقة. ومع ذلك ، هناك ثلاثة ماندير( دور عبادة هندوسية) في بلفاست .

## تاريخ

### فترة الاضطرابات
كانت الاضطرابات فترة من الصراع العرقي السياسي في أيرلندا الشمالية والتي امتدت في أوقات مختلفة إلى بريطانيا العظمى وجمهورية أيرلندا. امتدت الاضطرابات تقريباً من عام 1968 حتى توقيع اتفاقية بلفاست في عام 1998. ومع ذلك ، استمر العنف إلى ما بعد هذه الفترة وما زال يتجلى على نطاق ضيق.
القضايا الرئيسية التي كانت على المحك في الاضطرابات هي الوضع الدستوري لأيرلندا الشمالية والعلاقة بين المجتمعات الوحدوية البروتستانتية بشكل رئيسي والمجتمعات القومية الكاثوليكية في أيرلندا الشمالية. كان لهذه الاضطرابات أبعاداً سياسية وعسكرية (أو شبه عسكرية). وكان من بين المشاركين سياسيين ونشطاء سياسيين من كلا الجانبين، ومنظمات شبه عسكرية جمهورية وموالية، وفرقة أولستر الملكية، والجيش البريطاني، وقوات الأمن في جمهورية أيرلندا.

## روابط خارجية
- الصفحة الرئيسية لمؤتمر الأساقفة الإيرلنديين (كاثوليك)
- CatholicIreland.net ، بوابة غنية بالمحتوى للكنيسة الكاثوليكية في أيرلندا
- الكنيسة المشيخية في أيرلندا
- كنيسة أيرلندا
- الكنيسة الميثودية في أيرلندا
- رابطة الكنائس المعمدانية في أيرلندا
- جمعيات الله ايرلندا